# Akonus formosanus
Akonus formosanus är en fjärilsart som beskrevs av Matsumura 1929. Akonus formosanus ingår i släktet Akonus och familjen nattflyn. Inga underarter finns listade i Catalogue of Life.